# Leopoldo Serantes
Leopoldo Serantes   (Filipines, 15 de març de 1962 - Manila, 1 de setembre de 2021) fou un boxejador i soldat filipí, guanyador d'una medalla olímpica.
El 1988 va prendre part en els Jocs Olímpics d'Estiu de Seül, on guanyà la medalla de bronze en la categoria del pes minimosca del programa de boxa. Aquesta victòria va suposar la primera medalla olímpica en 24 anys, des que el boxejador Anthony Villanueva, el seu entrenador, va guanyar una medalla de plata als Jocs Olímpics d'Estiu de 1964, i la sisena total de Filipines fins aquell moment. Quan va competir als Jocs de 1988 era sergent de l'exèrcit filipí.
En el seu palmarès també destaqca una medalla de plata als Jocs Asiàtics de 1985 i dues medalles d'or als Jocs del sud-est asiàtic, el 1985 i 1987.
Una malaltia pulmonar obstructiva crònica li provocà la mort el setembre de 2021.